# 15139 Connormcarty
15139 Connormcarty è un asteroide della fascia principale. Scoperto nel 2000, presenta un'orbita caratterizzata da un semiasse maggiore pari a 2,6711373 UA e da un'eccentricità di 0,1363612, inclinata di 10,80400° rispetto all'eclittica.